# Pal Mirashi
Pal Mirash Mirashi (ur. 13 grudnia 1925 w Szkodrze, zm. 13 października 2001) – albański piłkarz, w latach 1946–1950 reprezentant Albanii.